# Ville-dortoir

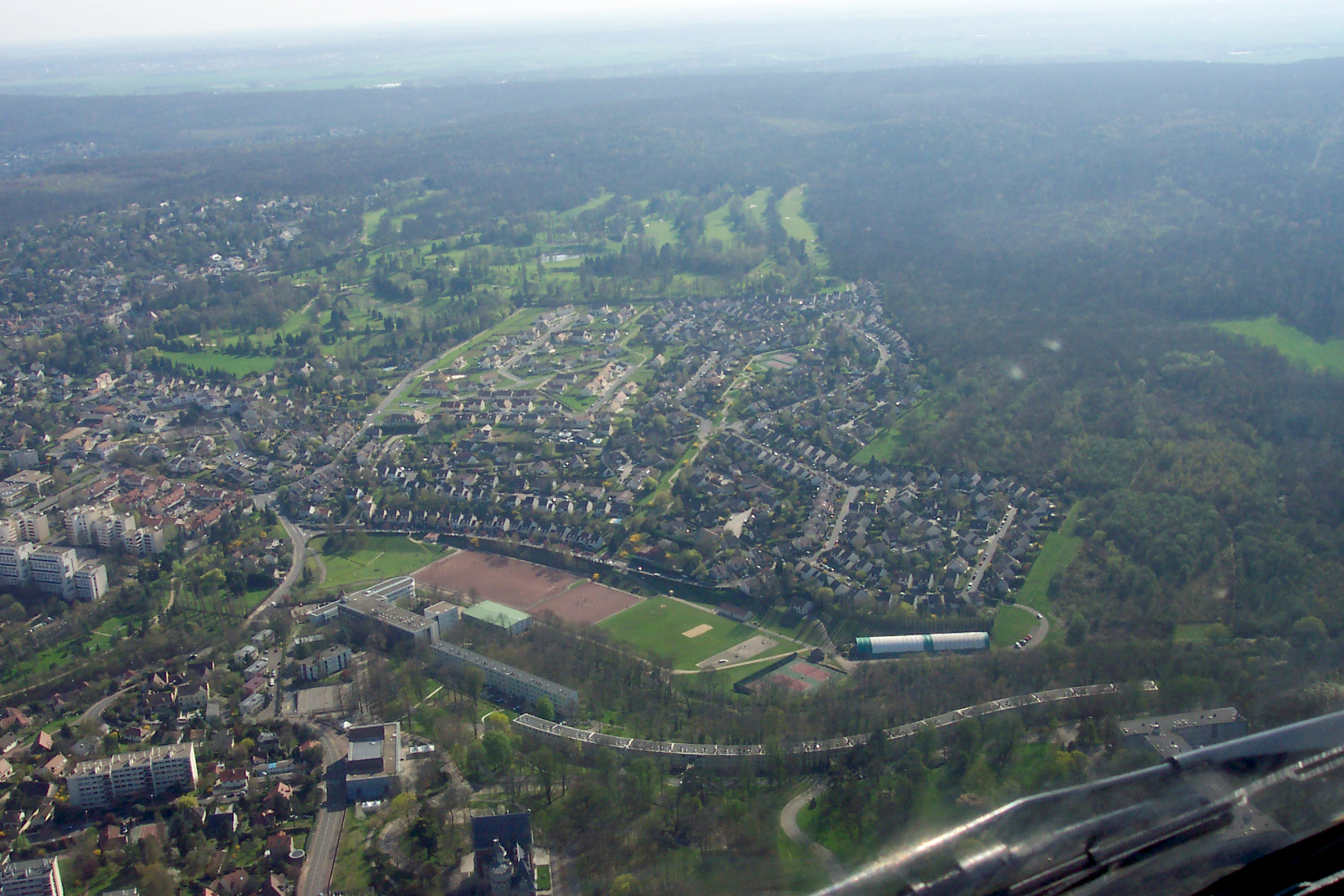
Extension pavillonnaire en banlieue parisienne.

Une ville-dortoir, ou cité-dortoir, est une ville avec un marché du travail réduit et dont le principal but est de regrouper des logements. Au lieu d'avoir une activité dans cette ville, les habitants sont souvent employés dans une importante cité voisine. Une telle situation entraîne des déplacements pendulaires entre la ville-dortoir et le bassin d'emploi.
Plusieurs langues utilisent un terme analogue, comme « sovekommune » (« une commune pour dormir ») pour le norvégien.
Dans les bassins d'emploi plus modestes, on parle plus couramment de village-dortoir dont la particularité est souvent d'exploiter une structure traditionnelle de village rural. Ainsi, on peut voir se côtoyer des fermes rénovées et des pavillons individuels alors qu'un très petit nombre d'exploitations agricoles exploite encore les champs et les prés environnants.

## Exemples
Quelques villes considérées comme étant des villes-dortoirs, cités-dortoirs ou villages-dortoirs :
- Allemagne
  - Les quartiers de Hellersdorf, Gropiusstadt, Märkisches Viertel et Marzahn à Berlin
  - Markersdorf
  - Halle-Neustadt près de Halle
  - Lobeda près d'Iéna
  - Grünau (Leipzig)
  - Neu Olvenstedt près de Magdebourg
  - Toitenwinkel près de Rostock
  - Großer Dreesch à Schwerin
  - Quartier Langwasser à Nuremberg.
  - Weststadt
  - Vahr près de Brême
  - Kranichstein près de Darmstadt
  - Wellinghofen près de Dortmund
  - Les quartiers de Frankfurter Berg et de Nordweststadt à Francfort-sur-le-Main
  - Quartier Mettenhof à Kiel
  - Quartier Chorweiler à Cologne
  - Quartier Vogelstang à Mannheim
  - Quartiers Hasenbergl et Neuperlach à Munich
  - Orschel-Hagen près de Reutlingen
  - Les quartiers de Detmerode et de Westhagen à Wolfsbourg
  - Quartier Heuchelhof à Wurtzbourg
- Belgique
  - Ramillie
  - Braine-le-Comte
  - Arlon
- Espagne
  - Seseña à 30 km au sud de Madrid[1]
- États-Unis
  - Port Sainte-Lucie en Floride[2]
- Finlande
  - Espoo[3]
  - Quartier Hervanta à Tampere
- France
  - Bussy-Saint-Georges
  - Marolles-en-Brie
  - Chanteloup-les-Vignes
  - Orgelet
  - Longwy est une ville-dortoir pour les frontaliers du Luxembourg
  - Guipavas
- Grande-Bretagne
  - Ashford près de Londres[4]
- Pays-Bas
  - Almere[5]
- Slovaquie
  - Quartier Petržalka à Bratislava
- Suède
  - Quartier Hässelby-Vällingby à Stockholm
- Suisse
  - Renens, près de Lausanne
  - Winterthour